# Komiža

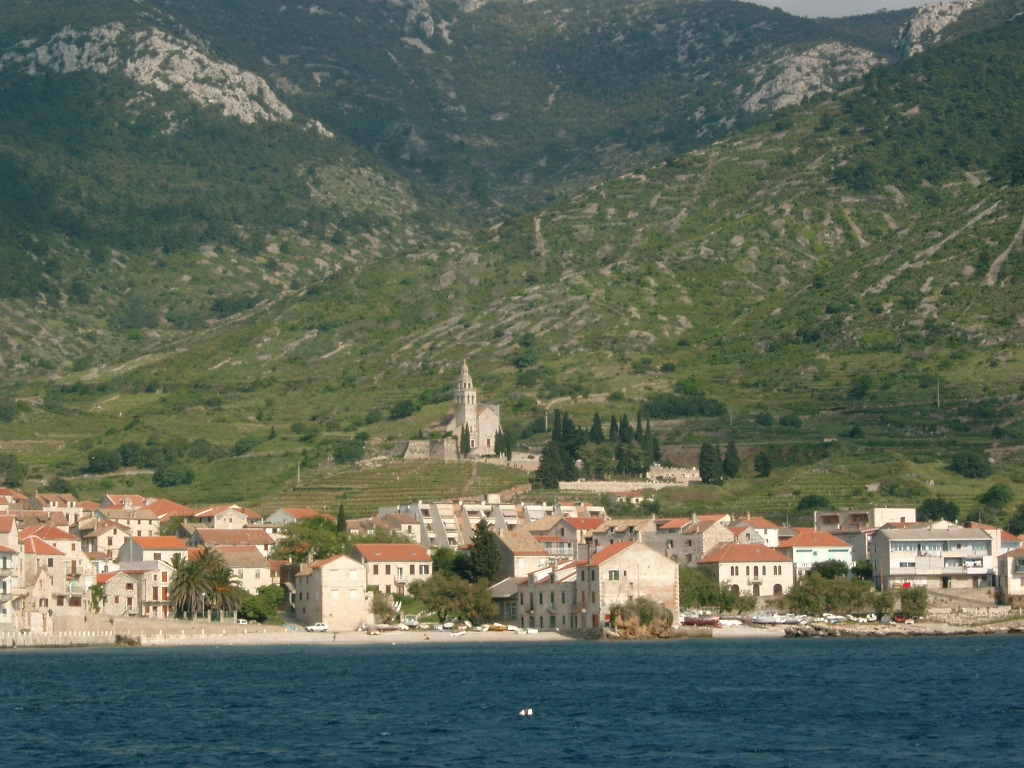
Zdjęcie Komižy z zatoki

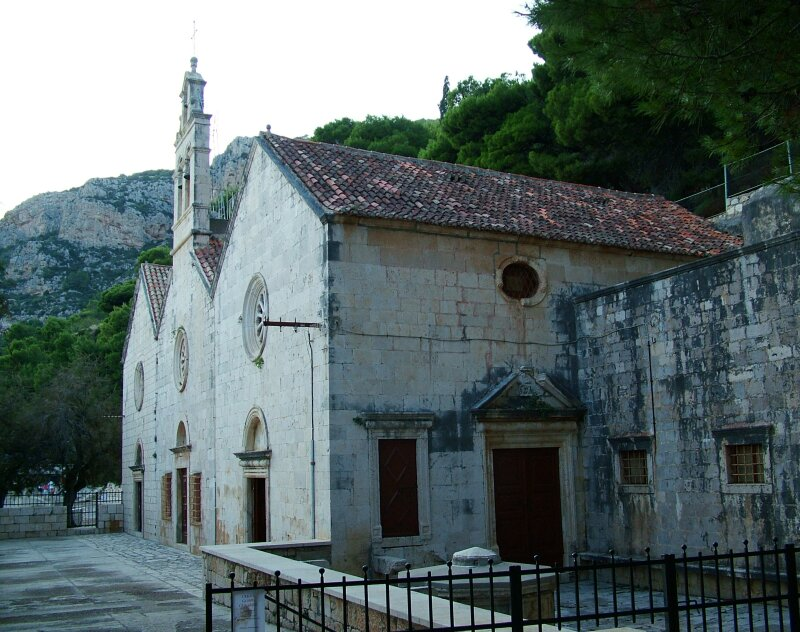
Kościół Matki Boskiej Pirackiej (Gusarica) w Komižy

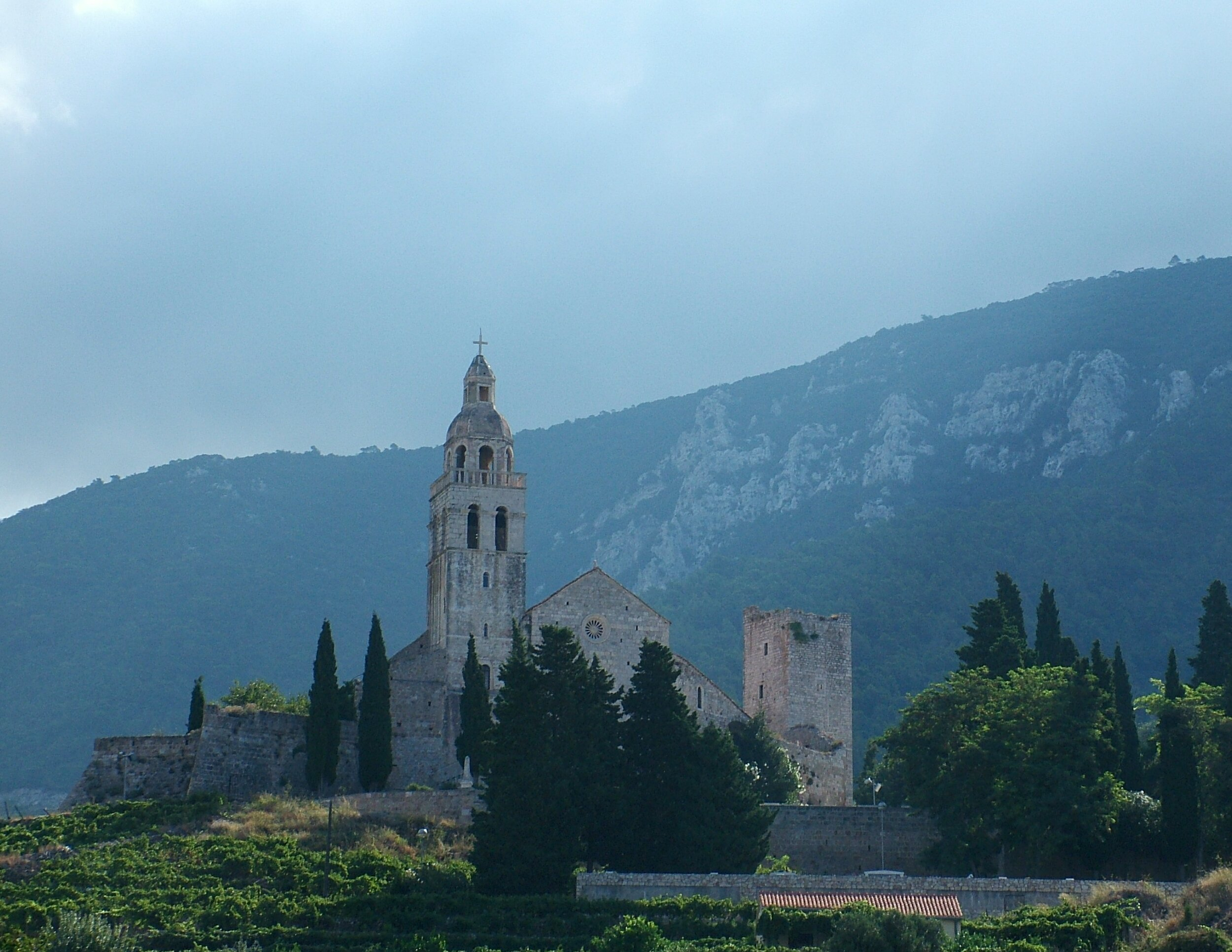
Kościół św. Mikołaja w Komižy

Komiža (wł. Comisa) – miasto w Chorwacji, w żupanii splicko-dalmatyńskiej, siedziba miasta Komiža. Leży na zachodnim wybrzeżu wyspy Vis na Adriatyku. W 2011 roku liczyła 1397 mieszkańców.
Nazwa miasta pochodzi od łacińskiej nazwy wyspy, z połączenia słów come (lub com) i Issa. W Komižy znajduje się wiele najważniejszych zabytków wyspy Vis, takich jak klasztor benedyktynów z X lub XI wieku, trójnawowy kościół Matki Boskiej Pirackiej o bardzo charakterystycznym planie z XVI w., czy cytadela w porcie. Pierwsze zapiski o miejscowości (zwanej wtedy Val Comesa) pochodzą z 1145 roku.